# Eremopola faroulti
Eremopola faroulti là một loài bướm đêm trong họ Noctuidae.